# Willey (Iowa)
Willey è un comune degli Stati Uniti d'America, situato nello Stato dell'Iowa, nella contea di Carroll.